# Katharine Bishop
Katharine Julia Scott Bishop (Nueva York, Estados Unidos, 23 de junio de 1889 - Berkeley, 20 de septiembre de 1975) fue una anatomista, médica, investigadora y educadora estadounidense, prominente por el codescubrimiento de la vitamina E.

## Primeros años
Bishop nació en Nueva York, Estados Unidos en 1889 como Katharine Scott, hija de Walter y Katherine Emma (Campbell) Scott. Asistió a la escuela secundaria de Somerville en Massachusetts y más tarde recibió su licenciatura de Wellesley College en 1910. Después de tomar cursos premédicos en el Instituto de Estudios Avanzados Radcliffe, se graduó de la Escuela de Medicina de la Universidad Johns Hopkins y obtuvo su título médico en 1915.

## Descubrimiento de la vitamina E
Después de graduarse de la escuela de medicina, Bishop se mudó a Berkeley para enseñar histología en el departamento de anatomía de la Escuela de Medicina de la Universidad de California hasta 1923. Durante este tiempo, Bishop realizó su investigación médica con el anatomista y endocrinólogo Herbert McLean Evans. Juntos, publicaron una monografía sobre la tinción vital de las células del tejido conectivo. El descubrimiento de la vitamina E se produjo como resultado del estudio del ciclo reproductivo de las ratas.  Después de establecer una dieta estándar para que las ratas mantengan su ciclo reproductivo regular, Bishop y Evans comenzaron a experimentar con deficiencias dietéticas. En 1923, encontraron un factor hasta entonces desconocido que es vital para la reproducción. Cuando las ratas fueron alimentadas con una dieta en la que la manteca de cerdo era la única fuente de grasa, aunque crecieron sanas, las ratas hembras no podían llevar a sus bebés a término debido a la ruptura de las placentas, y las ratas macho se volvieron estériles ya que las células formadoras de esperma en los testículos se deterioraron. Inicialmente llamado «Factor X», Bishop y Evans refirieron que este factor provino del extracto lipídico de la lechuga y el germen de trigo. El nombre «vitamina E» fue posterior de la «vitamina D». 

## Vida posterior
De 1924 a 1929, Bishop trabajó como histopatóloga en la Fundación George Williams Hooper para la Investigación Médica en San Francisco. Después de su matrimonio y el nacimiento de sus dos hijas, pasó dos años estudiando salud pública en la facultad de medicina de la Universidad de California. A mediados de la década de 1930, Bishop se convirtió en médica y anestesióloga en el Hospital St. Luke's en San Francisco. Aceptó un puesto en el Hospital Alta Bates en Berkeley, California, en 1940, y trabajó allí hasta su jubilación en 1953. Murió en su casa en Berkeley en 1975.